# Плейсервілл (Айдахо)
Плейсервілл (англ. Placerville) — місто в окрузі Бойсі, штат Айдахо, США. Згідно з переписом 2010 року населення становило 53 особи, що на 7 осіб менше, ніж 2000 року
Входить до складу агломерації Бойсі.

## Географія
Плейсервілл розташований за координатами 43°56′35″ пн. ш. 115°56′44″ зх. д. / 43.94306° пн. ш. 115.94556° зх. д. (43.942981, -115.945604).  За даними Бюро перепису населення США в 2010 році місто мало площу 2,62 км², уся площа — суходіл.

## Демографія

### Перепис 2010 року
Згідно з переписом 2010 року, у місті проживало 53 осіб у 25 домогосподарствах у складі 16 родин. Густота населення становила 20,3 особи/км². Було 74 помешкання, середня густота яких становила 28,3/км². Расовий склад міста: 96,2 % білих and 3,8 % людей, які зараховують себе до двох або більше рас. Іспанці та латиноамериканці незалежно від раси становили 3,8 % населення.
Із 25 домогосподарств 20,0 % мали дітей віком до 18 років, які жили з батьками; 52,0 % були подружжями, які жили разом; 8,0 % мали господиню без чоловіка; 4,0 % мали господаря без дружини і 36,0 % не були родинами. 32,0 % домогосподарств складалися з однієї особи, у тому числі 16 % віком 65 і більше років. У середньому на домогосподарство припадало 2,12 мешканця, а середній розмір родини становив 2,63 особи.
Середній вік жителів міста становив 55,3 року. Із них 20,8 % були віком до 18 років; 3,8 % — від 18 до 24; 17 % від 25 до 44; 41,5 % від 45 до 64 і 17 % — 65 років або старші. Статевий склад населення: 58,5 % — чоловіки і 41,5 % — жінки.
Середній дохід на одне домашнє господарство  становив 61 979 доларів США (медіана — 68 500), а середній дохід на одну сім'ю — 65 208 доларів (медіана — 68 750). За межею бідності перебувало 21,4 % осіб, у тому числі - % дітей у віці до 18 років та 0,0 % осіб у віці 65 років та старших.
Цивільне працевлаштоване населення становило 6 осіб. Основні галузі зайнятості: освіта, охорона здоров'я та соціальна допомога — 66,7 %, публічна адміністрація — 33,3 %.

### Перепис 2000 року
Згідно з переписом 2000 року, у місті проживало 60 осіб у 30 домогосподарствах у складі 23 родин. Густота населення становила 23,2 особи/км². Було 77 помешкань, середня густота яких становила 29,7/км². Расовий склад міста: 100,00 % білих.
Із 30 домогосподарств 10,0 % мали дітей віком до 18 років, які жили з батьками; 60,0 % були подружжями, які жили разом; 13,3 % мали господиню без чоловіка, і 23,3 % не були родинами. 23,3 % домогосподарств складалися з однієї особи, у тому числі 10,0 % віком 65 і більше років. У середньому на домогосподарство припадало 2,00 мешканця, а середній розмір родини становив 2,22 особи.
Віковий склад населення: 11,7 % віком до 18 років, 11,7 % від 25 до 44, 50,0 % від 45 до 64 і 26,7 % років і старші. Середній вік жителів — 55 року. Статевий склад населення: 53,3 % — чоловіки і 46,7 % — жінки.
Середній дохід домогосподарств у місті становив US$30 625, родин — $35 625. Середній дохід чоловіків становив $53 750 проти $30 208 у жінок. Дохід на душу населення в місті був $20 298. Жодна родина не перебувала за межею бідності і 11,3 % населення загалом, включаючи жодного до 18 років і 20,0 % від 65 і старших.